# 宮沢和史
宮沢 和史（みやざわ かずふみ、1966年1月18日 - ）は、日本のシンガーソングライター、俳優。元THE BOOMのボーカル。身長171cm。息子は宮沢氷魚。

## 来歴
山梨県甲府市出身。（甲府市立千塚小学校、甲府市立北中学校を経て、）山梨県立甲府南高等学校、明治大学（経営学部とされる）卒業。
1986年にTHE BOOMを結成、歩行者天国でのライブを積み重ねた後、1989年シングル「君はTVっ子」、アルバム『A PEACETIME BOOM』でCBS・ソニーからメジャー・デビュー。
THE BOOMのほぼ全楽曲を作詞・作曲。グループの知名度を特に高めた楽曲として「島唄」「風になりたい」が挙げられる。世界中を旅し、そこで得たインスピレーションで独創的な音楽を生み出してきた。楽曲はロックがすべての下敷きになってはいるが、サンバ、ケチャ、カリプソ、ボサノヴァ、ジャズ、ソウル、スカ、レゲエ、HR/HM、パンク、演歌、ヒップホップ、テクノなど、あらゆるジャンルに造詣が深い。
ソロのシンガーソングライターとして楽曲発表、楽曲提供、著書それぞれ多数。以前、俳優としても活動し、ミュージカルやテレビドラマ、映画にも出演した。
妻は光岡ディオン（1994年に結婚）。3人の子供（二男一女）を授かり、長男は俳優でモデルの宮沢氷魚で、次男はアメリカで弁護士をしている。

## 人物
明治大学には一浪して入学している。現役時代、駒澤大学に合格していたが入学書類を紛失したため仕方なく浪人したと本人は語っている。ところが明治大学合格後にその書類が自宅から発見された。
明治大学の先輩に当たるビートたけしと誕生日が同じで大ファンでもある。
学生時代、レストランでアルバイト（調理担当）をしており、料理が得意である。
無類の釣り好きとして知られる。
2001年「島唄」がアルゼンチンで大ヒットしていることを宮沢は全く知らずインターネットを見たスタッフに知らされたという。カバーしたアルフレッド・カセーロも「島唄」の作者・宮沢に無許可でリリースしていたが、後に宮沢自身がアルゼンチンまで出向き、カセーロと2人で「島唄」を聴衆と共に現地で合唱した。
福岡ソフトバンクホークスのファンで、2003年の開幕戦（当時は福岡ダイエーホークス）にて始球式に参加した。2014年THE BOOM福岡の最終公演では、3年振りのホークス日本一を祝い公式球団歌 「いざゆけ若鷹軍団」を熱唱。
2005年に統合新設された甲府市立舞鶴小学校の校歌を作詞・作曲。
三線の棹に使われる黒檀の植樹活動をしている。
1989年のシングル「気球に乗って」が天安門事件をモチーフにしているなど、デビュー当時から社会問題を時々歌に取り入れている。

## 経歴

### 学生時代
幼少期は体が弱くて内向的な性格だったが、近所の友達に釣りに誘われたのをきっかけに自然を駆け回る活発な性格になった。小学校高学年の時、好きな女の子が書いていた詩の意外性に衝撃を受けのをきっかけに言葉の面白さに目覚めた。
中学生頃から将来は音楽の道に進むことを望んで中学2年生から作曲を始め、高校進学後は帰宅すると自宅で毎日2時間ほど弾き語りに励んだ。高校では普段目立つタイプではなくシャイな性格だったが、文化祭で生徒たちの前で歌を披露して同級生を驚かせた。

### THE BOOMのデビュー
高校卒業と同時に上京し、1986年11月、THE BOOMを結成。1987年7月26日、歩行者天国で路上ライブ開始。
大学卒業の前年、周りからの勧めで1988年12月18日のCBS・ソニーのオーディションを受け、グランプリを受賞して合格。
1989年5月21日、シングル「君はTVっ子」・アルバム『A PEACETIME BOOM』でメジャー・デビュー。ほどなくして、毒気を叙情性でくるんだ耳に残る楽曲と跳んだり走ったりの派手なパフォーマンスで一躍人気を集めた。

### 「島唄」のヒット
ある時レコード会社から沖縄民謡のカセットテープをもらったのを機に、旋律の心地よさと三線の音色の虜になって琉球音階を用いた曲作りを始めた。
1990年9月21日、3rdアルバム『JAPANESKA』で初めて沖縄音楽を取り入れた。前2作がスカやロックなど、オーソドックスな音楽スタイルであったが、この時期から、バンドの音楽の方向性が著しく変わっていく。
1992年1月22日、4thアルバム『思春期』発表。本作で後の大ヒット曲となる「島唄 (オリジナル・ヴァージョン)」が初めて発表された。この歌は、“二度と戦争を起こしてはいけない”という思いから生まれた。
1992年12月12日、「島唄」をウチナーグチで歌ったシングル「島唄 (ウチナーグチ・ヴァージョン)」を沖縄限定で発売。泡盛のCMタイアップ曲にも使用されヒットした。
1993年6月21日、かねてからシングル・リリースの要望が高かった「島唄 (オリジナル・ヴァージョン)」が発売となり、全国的な大ヒットとなる。
1993年12月31日、「第35回日本レコード大賞」で「ベストソング賞」を受賞。『紅白歌合戦』に出場、「島唄」をウチナーグチで歌う。

### THE BOOMの活動休止〜ソロ活動開始
1994年、初めてブラジルのリオデジャネイロに訪れ、現地の人達の生きるエネルギーに圧倒された。これをきっかけに、サンバのリズムに乗せて日本人が踊れて気持ちよく開放されるような音楽を作り始めた。同年11月21日、6thアルバム『極東サンバ』を発表。このアルバムには、先のリオデジャネイロのイパネマの海岸でメロディーが浮かび、帰国後に歌詞を書いた「風になりたい」が収録され、代表曲の一つとなった。
上記を境にこれまでの沖縄音楽やアジアの音楽的要素から完全に脱却。以降、1997年初頭にグループとしての活動を一時休止するまでブラジル音楽に傾倒。1996年5月、念願であったTHE BOOMのブラジルでの初のコンサートを3都市で行う（4公演）。
1997年1月、表立ったTHE BOOMの活動を一時休止、各人ソロ活動に専念。9月10日、久石譲とのコラボレーション・シングル「旅立ちの時〜Asian Dream Song〜」を発表。本楽曲は『長野パラリンピック』のテーマソングとして制作され、『長野パラリンピック』の開会式で、同曲を披露した。
1998年、全曲ポルトガル語のソロアルバム『AFROSICK』を南米のアーティストと制作し、ブラジルでコンサートを行った。同アルバムが評判になったのを受けて、多国籍ミュージシャンたちと中南米やヨーロッパを回るツアーを行った。

### THE BOOMの活動再開
1999年、THE BOOMとして活動を再開。以後は局地的な音楽をアルバム・コンセプトにせず様々なジャンルに挑戦。
2000年、矢野顕子、大貫妙子、鈴木慶一、奥田民生らと「Beautiful Songs」と題したコンサートを全国8ヶ所で敢行、ライブ・アルバムをリリース。2002年も再びコンサートを開催した。
2001年に、アルゼンチンでアルフレッド・カセーロがカバーした「SHIMAUTA」大ヒット、日本でも話題に。国内は「島唄」をまとめたシングル「島唄 Shima Uta」がヒット。

### GANGA ZUMBAの結成
2006年、新バンドGANGA ZUMBA結成。リーダーおよびボーカルを担当。同時に、THE BOOMとしての活動を休止。
2008年9月、ジルベルト・ジルの日本公演にて、スペシャル・プレゼンターとして参加。また、この頃にTHE BOOMとしての活動も再開。以後はTHE BOOMとGANGA ZUMBAの活動を並行して行なっている。
遡って2005年のある日、首にバットで殴られたような痛みが走り、以後定期的に同様の痛みの発作が起きるようになり、時には痛みで眠れないほどで歌唱にも影響が出始めた。
その後症状が悪化して2013年11月、頚椎症性神経根症（または頚椎ヘルニア）の治療のため約4ヶ月の活動休止を発表。

### THE BOOMの解散〜ソロ活動の休止
2014年12月、自分の病気のことでメンバーに迷惑をかけられないとの理由からTHE BOOM解散。個々で音楽活動を継続。
2015年6月より、本格的なソロ活動として、弾き語りツアー 寄り道2015『連れづれなるままに…』開催。
2015年10月19日、翌2016年4月から那覇市の沖縄県立芸術大学で講師を務めることが明らかになる。
その後首の痛みが限界を感じたため、医師から「手術する場合は声帯を移動すること」及び「仮に失敗すれば下半身不随になる可能性もゼロではない」という話を聞き、歌手活動を休止して症状と付き合うことを決意。2016年1月3日、同年春を目処に表舞台における歌唱活動の無期限休養を発表。

### ソロ活動再開〜現在まで
2017年1月7日、Twitterおよび公式サイトにて、歌唱活動を少しずつ再開していくことを発表。2017年3月11日、震災チャリティ・イベント「The Unforgettable Day 3.11」で歌手活動復帰。
2018年夏、日本テレビ『THE MUSIC DAY』、テレビ朝日『ミュージックステーションウルトラFES』にソロとして初出演。THE BOOMでの出演以来、実に9年振りに同番組に出演となり、「島唄」を25年振りに披露した。その他、高野寛・おおはた雄一らとライブを頻繁に行なっている。

## ディスコグラフィー

### シングル
1. Seven Days, Seven Nights（1998年2月18日）オリコン57位
2. ブラジル人・イン・トーキョー（1998年5月27日）オリコン77位
3. 沖縄に降る雪（2001年11月7日）オリコン39位
4. コシカ/ひとつしかない地球（2005年4月20日）
「ひとつしかない地球」は、教育団体「ラボ・パーティ」のために書かれた楽曲。
5. 午前0時の近景（2023年5月31日）配信限定
6. 島唄 ～琉奏～ / 宮沢和史 with 親川遥（2023年9月13日）配信限定
7. 遠影 / 宮沢和史 with 藤巻亮太（2024年2月14日）配信限定

### アルバム
1. Sixteenth Moon（1998年3月18日）
2. AFROSICK（オリジナル・ポルトガル語ヴァージョン）（1998年7月8日）
「MIYAZAWA」名義・全編ポルトガル語のブラジル発売盤
3. AFROSICK（1998年7月18日）
日本盤
4. AFROSICK（ポルトガル語ヴァージョン）（1998年11月16日）
「オリジナル・ポルトガル語ヴァージョン」の日本盤
5. MIYAZAWA（2001年11月28日）
6. MIYAZAWA-SICK（2003年1月16日）
3作のオリジナル・アルバムから選曲したベスト・アルバム。ボーナストラックとして「Shima Uta (Cancion de Isra)」収録。
7. DEEPER THAN OCEANS（2003年6月3日）
「MIYAZAWA」名義、輸入盤（イギリスでリリース）。
8. SPIRITEK（2004年1月28日）
セルフ・カヴァー集。
9. TOKYO STORY（2004年11月1日）
「MIYAZAWA」名義、輸入版（イギリスでリリース）。
10. 寄り道（2007年5月15日、通信販売・ライブ会場のみで購入可能）
ライヴ・アルバム。
11. 寄り道 06/07（2008年2月27日）
前作「寄り道」にDVDを添付した作品。CDの内容は前作と同じ。
12. MUSICK（2015年12月2日）
ソロ活動の集大成として、新曲・セルフカバー10曲とソロ・GANGA ZUMBA名義のベスト10曲、計20曲が収録されたベスト・アルバム。
13. 留まらざること 川の如く（2019年5月22日）
2001年の『MIYAZAWA』以来17年半ぶり、4作目のオリジナル・アルバム。
14. 次世界（2021年1月20日）
5作目のオリジナル・アルバム。新曲4作品に加え、新録「旅立ちの時」を収録。
15. 〜35〜[注 7]（2024年4月24日）
6作目のオリジナル・アルバム。THE BOOM時代のセルフカバーと先行配信された3曲に加え、TRICERATOPSとの新曲「恋をする時」を含む新曲4作品を収録。

### 映像作品
1. AFROSICK LIVE IN OSAKA（1998年10月18日）
2. afrosick（1999年3月10日）映像の全ての編集を、宮沢本人が担当。
3. 未完の夜（2001年12月6日）
4. afrosick（2003年1月16日）1999年に発売されたVHS作品をDVD化
5. MIYAZAWA-SICK（2003年1月16日）
6. 宮沢和史/THE BOOM 二十一世紀の音霊（2004年3月10日）
7. EURO ASIA 〜MIYAZAWA-SICK EUROPE TOUR '05〜（2005年6月18日）
8. 寄り道2007 夏さがし（2008年2月27日）

### 書籍
- 『セイフティ・ブランケット』シリーズ（1993-2004年）
  - セイフティ・ブランケット（1993年）
  - セイフティ・ブランケット 2（1996年）
  - セイフティ・ブランケット 3（1999年）
  - セイフティ・ブランケット 4（2004年11月2日）
  - セイフティ・ブランケット 1991-1998（2004年11月25日）
    - 同名本1-3をまとめた文庫版
- 夜ふかしの凡人（1996年）
- 『音の棲むところ』シリーズ（1996年、2000年、2007年）
  - 音の棲むところ（1996年）
  - 音の棲むところ 2（2000年）
  - 音の棲むところ 3（2007年7月31日）
- 詞人から詩人へ（2000年）
- 未完詩（2001年）
- 宮沢和史全歌詞集（2001年11月22日）
- 旅の響き（2002年2月25日）
  - 写真：中川正子　旅：宮沢和史
- 寄り道（2005年6月29日）
  - CD-ROM付き、コンサート会場での直接販売と通信販売のみ
- 寄り道2（2006年6月8日）
  - CD-ROM付き、コンサート会場での直接販売と通信販売のみ
- 寄り道（上記の作品とは別物）
- 言の葉摘み（2006年8月25日）
- 足跡のない道（2008年6月18日）
- BRAZIL-SICK（2008年12月3日）

### コラボレーション・関連作品
- 神様の宝石でできた島（1994年3月21日）
  - 「MIYA & YAMI」名義
- LOVE IS DANGEROUS[2]（1994年4月21日）
  - 「MIYA & YAMI」名義アルバム
- 二人のハーモニー（1995年5月1日）
  - 「矢野顕子&宮沢和史」 名義
- 旅立ちの時〜Asian Dream Song〜（1998年9月10日）
  - 「宮沢和史 with 久石譲」名義
- カノン（1998年11月26日）
  - 手塚治虫のトリビュート・アルバム『ATOM KIDS』に収録。手塚治虫の漫画「カノン」をもとに作詞・作曲。

- LIVE Beautiful Songs[10]（2000年10月20日）
  - 「大貫妙子・奥田民生・鈴木慶一・宮沢和史・矢野顕子」名義で発表したライヴ・アルバム
- ひとりぼっちじゃない（2002年7月10日）
  - 「coba & 宮沢和史」名義。『劇場版ポケットモンスター 水の都の護神 ラティアスとラティオス』の主題歌。
- からたち野道/朱鷺 -トキ-[4]（2003年3月19日）
  - 「RIKKI + 宮沢和史」名義
- ありがとう（2005年3月9日）
  - 「MCU feat. 宮沢和史」名義
- シ・ア・ワ・セ（2005年12月21日）
  - 「山下久美子 feat. 宮沢和史」名義。
  - 小野リサに提供した楽曲のセルフカバーで、山下久美子のカバー・アルバム『Duets』に収録されている[11]。
- 笑ってみせてくれ（2008年6月25日）
  - JOC北京オリンピック・日本代表選手団公式応援ソング。BAND FOR "SANKA"の一員として参加。
  - 中孝介、岡平健治、小田和正、佐藤竹善、トータス松本、平原綾香、藤井フミヤ、BONNIE PINK、松たか子らと共演。
- Brasil 100 〜BEST BRAZILIAN MUSIC SELECTION〜[5]（2008年12月3日）
  - 日本人のブラジル移民100周年を記念して、宮沢がJAL機内チャンネルの為に選曲した、ブラジル音楽曲を中心に収録したベスト・アルバム。
- 野に咲く花（2010年2月3日）
  - 浜田省吾・水谷公生により結成された音楽制作チームFairlifeのアルバム『みちくさ日和』に収録。リード・ボーカルとして参加。
- 唄（2011年2月23日）
  - 仲井戸麗市のトリビュート・アルバム『OK!!! C'MON CHABO!!!』に収録。
- シンカヌチャー[6]（2012年1月27日）
  - 「宮沢和史＋DIAMANTES＋シンカヌチャー」名義
- MIYATORA[7]（2013年11月6日）
  - 「宮沢和史&TRICERATOPS」名義
- ひとりひとつ[8]（2015年10月1日）
  - 青年海外協力隊50周年イメージソング。「16 voices」の一員として参加。
  - アレクサンドラ・ブンスアイ、アンダーグラフ、遠藤久美子、乙武洋匡、カズン、川嶋あい、北澤豪、倉木麻衣、庄野真代、染谷西郷、高橋尚子、武田鉄矢、chihiRo、D-51、わたなべだいすけと共演。
- 沖縄からの風（2021年10月6日）
  - 「夏川りみと大城クラウディアと宮沢和史」名義
- 沖縄からの風 ～沖縄から生まれた名曲たち～（2021年12月8日）
  - 「夏川りみと大城クラウディアと宮沢和史」名義
- 恋をする時（2024年4月24日）
  - 「宮沢和史 with TRICERATOPS」名義

## 楽曲提供

### アーティスト
新垣勉
- 「白百合の花が咲く頃」（作詞・作曲）

有里知花
- 「あなたに会いに行こう」（作曲）
- 「TREASURE THE WORLD」（作曲）

石川さゆり
- 「ニヒルに愛して」（作詞）[12]

INSPi
- 「ちっぽけなボクにできること」（作曲）

江口透子
- 「Cobalt」(作詞)

MCU
- 「ありがとう」（作詞・作曲。作詞はMCU、作曲はMCUとヤマヒロとの共作）

おおたか静流
- 「ひがらがさ」（作曲）

岡田准一
- 「NO“FIN”」（作詞・作曲）

織田裕二
- 「いちばん小さな島で」（作曲）

小野リサ
- 「シ・ア・ワ・セ」（作詞）

上條恒彦
- 「何もいらない」（作詞・作曲）

喜納昌吉＆チャンプルーズ
- 「地球の涙に虹がかかるまで」(作曲)

- 「愛は私の胸の中」（作詞・作曲）

我如古より子
- 「あの海へ帰りたい」（作詞・作曲・編曲）
- 「島唄南の四季」（作曲）

川村結花
- 「誰よりも遠くから」（作詞）

KinKi Kids
- 「Next to you」（作詞・作曲）

小泉今日子
- 「厚木」（作詞・作曲）
- 「モクレンの花」（作詞・作曲）
- 「ピアノ」（作詞・作曲）
- 「あの頃と同じ空」（作詞・作曲）

坂本美雨
- 「時雨の森」（作曲・編曲）

坂本冬美 with M2
- 「花はただ咲く」（作曲）

坂本龍一
- 「HEMISPHERE」(作詞)

サヨコ
- 「夢の旅人」(作曲)
- 「SPIRITEK」(作曲)
- 「MIX UP」(作曲)
- 「空にはばたいてゆく日」(作曲)

SANDII
- 「DREAM CATCHER」(作曲)
- 「Pulse」(作曲)
- 「Sambinha」(作曲)

島田歌穂
- 「涙の浜辺」(作曲)

JAJAJAH ALL STARS featuring NAHKI&BABY BABY
- 「女と兵器とラガマフィン」(作詞)

JUDITH BANAL
- 「コーヒーの花」(作曲)

SMAP
- 「僕の太陽」（作詞・作曲）

TAKA
- 「とある夏の日」（作詞・作曲。作詞はTAKA、作曲はTAKAとnzmとの共作）

高杉さと美
- 「百恋歌」（作詞・作曲）

高橋幸宏
- 「Wind that blow to Bikal」（作詞）

竹中直人
- 「国分寺1976」（作詞・作曲）

谷理佐
- 「橋」(作曲)

Tamao
- 「夏が終わる」(作詞)

CHAKA
- 「Dawn ~はじまりの唄」(作曲)

- 「僕等はもっとすごいはず」（作曲）
- 「新しい日々」（作曲）

チト河内
- 「Boroboe ボロボエの吹く朝」(作詞)

ちわきまゆみ
- 「ため息つかせて」(作詞・作曲　作詞はちわきまゆみとの共作)

ディアマンテス
- 「魂をコンドルにのせて」（作詞。アルベルト城間との共作）

- 「太陽の祭り」（作詞）

ディック・リー
- 「Antonio(with live from Miya and Dick)」(作曲)

友部正人
- 「すばらしいさよなら」（作曲）

- 「鎌倉に向かう靴」（作曲）

中島美嘉
- 「永遠の詩」（作詞）

夏川りみ
- 「愛よ愛よ」（作詞・作曲）
- 「あしたの子守唄」（作詞・作曲）[13]
- 「夏花の唄」（作詞・作曲）[13]
- 「月の蛍」（作詞・作曲）[13]

sarah
- 「We're gonna go home」（作詞）
- 「あたたかな夢」（作曲）

P.J
- 「ＦＲＩＥＮＤ」(作詞)

本田美奈子.
- 「月見草」（作詞・作曲。編曲のみチト河内との共作）
- 「僕の部屋で暮らそう」（作詞・作曲・編曲）
- 「かげろう」（作詞・作曲。編曲のみ安斎直宗との共作）

MISIA
- 「君だけがいない世界」（作詞・作曲）
- 「風のない朝 星のない夜」（作詞・作曲）
- 「月」（作詞）

南佳孝
- 「太陽のメロディ -Melodia do Sol-」(作曲。南佳孝との共作)

宮野弘紀
- 道の陽（作詞）

矢野顕子
- 「湖のふもとでねこと暮らしている」(作詞。矢野顕子との共作)
- 「TIME IS」(作詞。矢野顕子・糸井重里との共作)
- 「LIVING WITH YOU」(作曲)
- 「あなたには言えない(CAN'T TELL YOU)」(作詞。矢野顕子との共作)

- 「虹が出たなら」（作詞・作曲）
- 「遠い町で」（作詞・作曲）

RIKKI
- 「哀しみにバンソウコウ」（作曲）
- 「涙のようにきれいな星」（作曲）
- 「巡る想い」（作曲）

Regine
- 「WAIT AND SEE」(作曲)

Letit go
- 「地球(ほし)の上で」(作曲・プロデュース)

### 学校校歌
- 恩納村立うんな中学校 - 作詞
- 甲府市立舞鶴小学校 - 作詞・作曲

## 出演

### テレビドラマ
- チャンタピンパーのくれた塵芥（ごみ）（1992年NHK福岡・主演。共演・深津絵里）
- 二千年の恋（2000年 フジテレビ系・主演中山美穂）
- 恋を何年休んでますか（2001年 TBS系・主演小泉今日子）
- JIN-仁- 完結編（2011年 TBS系・主演大沢たかお）- 近藤勇 役
- 南極大陸（2011年 TBS系・主演木村拓哉）- 岩城昌隆 役
- コールドケース 〜真実の扉〜（2016年、WOWOW・主演吉田羊） - 大江嗣久 役

### 映画
- パイパティローマ（1994年、監督・中江裕司、主演・今野登茂子）
- (ハル)（1996年、監督・森田芳光、主演・深津絵里）- 山上博幸 役 主題歌もTHE BOOMが担当
- るろうに剣心 京都大火編 / 伝説の最期編（2014年、監督・大友啓史、主演・佐藤健）大久保利通役

### 舞台
- ナガランド（1992年、ディック・リー主演およびプロデュースのオペレッタ）

### ラジオ
- サカナラジオ（1989年 - 不明）
  - パーソナリティ
- 極東ラジオ
  - パーソナリティ（1997年4月-2003年12月・InterFM）
  - 番組司会・ナレーション（NHK総合・1997年4月3日-9月25日）
- MIYA THE WORLD
  - パーソナリティー（2008年10月1日-2015年3月・JFN系列全国23局ネット）
- 宮沢和史の琉球ソングブック（ラジオ沖縄　2021年7月5日-・FM COCOLO、北日本放送、山梨放送にネット）

### CM
- ネスレ日本「ブライト」（1995年、矢野顕子との共演）
- 日通（1998年、CM曲に宮沢名義の楽曲「故郷になってください」）
- KDDI　企業広告「塾帰り」篇（ナレーション、2008年）
- スズキ「ランディ」（2008年、CM曲はTHE BOOM名義の楽曲「風になりたい (Samba.Novo)」）
- 富士フイルム　企業広告「世界は、ひとつずつ変えることができる。」（ナレーション、2011年、2015年〜）
- 積水ハウス テーマソング（2014年）

### 音楽番組
- THE MUSIC DAY （2018年7月7日）
- ミュージックステーションウルトラFES（2018年9月17日）

### NHK紅白歌合戦出場歴
| 年度/放送回               | 回       | 曲目                                    | 出演順 | 対戦相手 | 備考                                             |
| ------------------------- | -------- | --------------------------------------- | ------ | -------- | ------------------------------------------------ |
| 2008年（平成20年）/第59回 | 特別企画 | 島唄～ブラジル移民100周年記念バージョン | -      | -        | 自身が所属する、 ガンガ・ズンバ、 THE BOOMと共演 |

### その他
- 青春探検(NHK総合・1997年4月-、ナレーション)
- ハイビジョンスペシャル　はるかなる音楽の道　海を渡った郷愁 ～ポルトガルギターの大航海～（NHK 2002年）
- 情報プレゼンター とくダネ!
  - （環境プロジェクト、ナビゲーター）（フジテレビ・2007年）
- Name-X～挑み続ける者たち
  - ナレーション（TBS・2008年4月-）
- コニカミノルタプラネタリウム「銀河の輝き 天の川 宮沢和史とめぐる星空の旅」（2009年夏、歌とナレーション）
- 時の首里彩画（琉球放送・2020年-、ナレーション）[14]